# Бересклетовые
Берескле́товые, или Древогубцевые, или Краснопузырниковые (лат. Celastráceae) — семейство лиан, кустарников и небольших деревьев порядка Бересклетоцветные. По современной классификации APG IV на декабрь 2023 года включает 99 родов и 1 376 видов. Большая часть родов распространены в тропической зоне, лишь древогубцы и бересклеты широко представлены в умеренном климате.

## Ботаническое описание

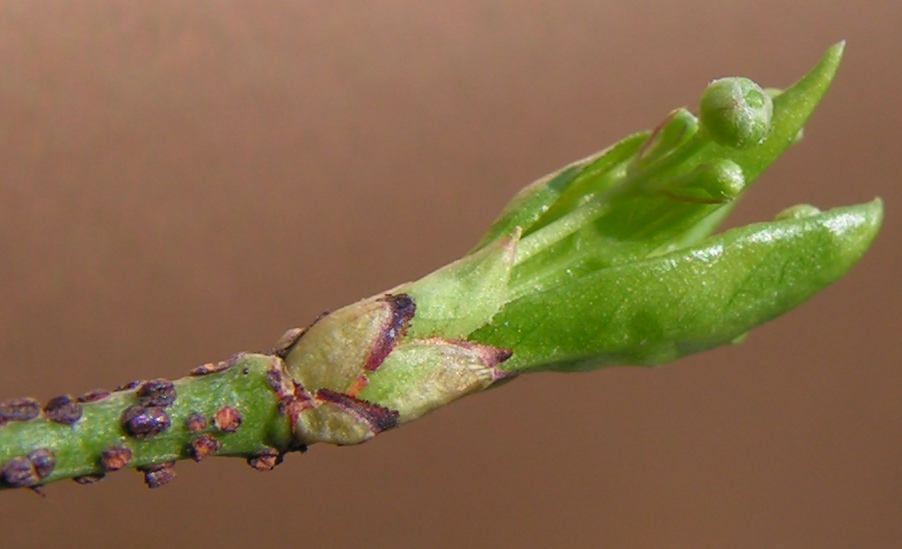
Бересклет бородавчатый (Euonymus verrucosus), молодой побег с бутонами

Представители семейства — растения с супротивными или очерёдными простыми цельными листьями с прилистниками или без них.
Цветки мелкие, обоеполые, правильные, в цимозных, малоцветковых, часто дихазиальных соцветиях. Околоцветник двойной, четырёх- или пятичленный. Чашечка более или менее раздельнолистная. Венчик раздельнолепестный. Заметный подушковидный или бокальчатый диск. Тычинок четыре—пять, противостоящих чашелистикам. Гинецей синкарпный из 5—2 плодолистиков. Завязь верхняя, сидящая на диске или окружённая последним, 2—5-гнёздная, с 1—2 прямостоячими анатропными семязачатками в каждом гнезде, с двумя интегументами. Столбик часто с тремя рыльцами. Плацентация центрально-угловая.
Плод — коробочка (иногда крылатая), костянка или ягода. Семена с эндоспермом и часто с ариллусом.
У некоторых видов (например, у бересклета) млечники содержат каучук.

## Классификация

### Таксономическое положение
- Celastraceae R.Br., 1814, Voy. Terra Austral. 2: 554

Семейство Бересклетовые относится к порядку Бересклетоцветные (Celastrales), который включается в дочернюю кладу Фабиды, последовательно входящую в более крупные клады Розиды → Суперрозиды → Эвдикоты → Цветковые растения. Таксономическая схема в соответствии с Системой APG IV по состоянию на декабрь 2023 года:
|  |                          |  |                                   |                           |               |  | еще 1 семейство |          |  |             |
|  |                          |  |                                   |                           |               |  |                 |          |  |             |
|  |                          |  |                                   | порядок Бересклетоцветные |               |  |                 |          |  |             |
|  |                          |  |                                   |                           |               |  |                 |          |  | 1 376 видов |
|  | клада Цветковые растения |  |                                   |                           | Бересклетовые |  |                 | 99 родов |  |             |
|  | клада Цветковые растения |  |                                   |                           |               |  |                 | 99 родов |  |             |
|  |                          |  | ещё 63 порядка цветковых растений |                           |               |  |                 |          |  |             |
|  |                          |  |                                   |                           |               |  |                 |          |  |             |

## Роды
Некоторые из них:
- Euonymus — Бересклет
- Celastrus — Древогубец, или Целяструсtypus
- Cassine — Кассина
- Catha — Кат, или Катх
- Maytenus — Майтенус
- Putterlickia — Путтерликия
- Tripterygium — Трёхкрыльник

## Интересные факты
Типовой род семейства Бересклетовые (Celastraceae) и порядка Бересклетоцветные (Celastrales) — вовсе не Бересклет (Euonymus), а Древогубец (Celastrus).